# Marco Raduano
Marco Raduano, anche noto con lo pseudonimo di "Pallone" (Vieste, 14 settembre 1983), è un mafioso italiano, membro di spicco della Società foggiana, e fino al suo secondo arresto nel febbraio 2024, figurava tra i criminali più ricercati d'Europa.

## Biografia
Comincia a delinquere in giovane età, assumendo il soprannome, già di famiglia, di "Pallone", legandosi al gruppo comandato da Angelo Notarangelo, esponente della mafia Garganica vicino al clan Libergolis e ucciso a fucilate nel gennaio 2015, compiendo attività quali estorsione, rapina, spaccio di sostanze stupefacenti e associazione per delinquere.
Raduano guida una ribellione da cui scaturisce la guerra di mafia a Vieste :
- Il 26 gennaio 2015 i killer di Raduano uccidono Angelo Notarangelo detto "Cintaridd".
- Il 30 aprile 2015 viene ucciso Marino Solitro, ritenuto contiguo al clan Notarangelo-Perna.
- Il 3 settembre 2016 Gianpiero Vescera, cognato di Raduano, viene ucciso.
- Il 16 gennaio 2017 Vincenzo Vescera, vicino a "Pallone", viene crivellato di colpi.
- Il 27 gennaio 2017 Onofrio Notarangelo viene ucciso da una scarica di mitra.
- Il 31 marzo Marco Raduano sfugge ad un agguato fallito nei suoi confronti.
- Il 24 maggio Pasquale Notarangelo, figlio di Onofrio, scompare probabilmente per lupara bianca.
- Il 27 luglio un piccolo affiliato dei Notarangelo, Omar Trotta, viene crivellato di colpi su mandato di Marco Raduano.
- Il 6 aprile 2018 a cadere ucciso è Gianbattista Notarangelo.
- Il 25 aprile 2018 Antonio Fabbiano, piccolo affiliato legato ai Raduano, viene ucciso.
- Il 19 giugno 2018 Gianmarco Pecorelli viene ucciso, era vicino ai Perna[7].

- Il 7 agosto 2018 Marco Raduano viene arrestato nell'operazione "Neve di Marzo" per spaccio di sostanze stupefacenti, contrabbando d'armi e associazione per delinquere[8].

- Il 26 aprile 2019 viene ucciso Girolamo Perna, 29 anni, boss egemone capo dell'omonimo clan.

- Il 24 febbraio 2023 il boss Marco Raduano evade dal carcere di Badu 'e Carros a Nuoro, con l'ausilio di lenzuola, divenendo latitante.

- Il 31 ottobre 2023, all'interno del processo in rito abbreviato "Omnia Nostra", gli è stato inflitto il primo ergastolo per l'omicidio di Omar Trotta e quello di Giuseppe Silvestri, in più al tentato omicidio di Giovanni Caterino.

- Il 1º febbraio 2024, dopo quasi un anno di latitanza, il boss viene catturato in un ristorante in compagnia di una donna presso Bastia, Corsica, in Francia, da un gruppo di operatori del Ros di Bari e Foggia e della Crimor, lo stesso reparto che aveva catturato Matteo Messina Denaro un anno prima.[9][10] Oltre a Raduano, poche ore prima i Carabinieri avevano individuato ed arrestato presso Malaga in Spagna anche il suo concittadino e fiancheggiatore Gianluigi Troiano, latitante dal 2021.

- Il 9 febbraio l'ex latitante viene estradato e portato nella casa circondariale dell'Aquila, lo stesso carcere in cui fu condotto Matteo Messina Denaro dopo il suo arresto, per essere sottoposto al regime carcerario duro previsto dall'articolo 41-bis.[11]

- Il 20 marzo il boss decide di collaborare con la giustizia, autoaccusandosi di parecchi omicidi.[12]